# Талхір
Талхі́р (рос. Талхир, чув. Талхир) — присілок у складі Вурнарського району Чувашії, Росія. Входить до складу Великояуського сільського поселення.
Населення — 2 особи (2010; 5 у 2002).
Національний склад:
- чуваші — 100 %